# Motorrad-Weltmeisterschaft 1964
Die Motorrad-WM-Saison 1964 war die 16. in der Geschichte der FIM-Motorrad-Straßenweltmeisterschaft.
In den Klassen bis 500 cm³ und bis 50 cm³ wurden acht, in der Klasse bis 350 cm³ neun, in den Klassen bis 250 cm³ und bis 125 cm³ elf und bei den Gespannen sechs Rennen ausgetragen.

## Punkteverteilung
| Punktewertung | Punktewertung | Punktewertung | Punktewertung | Punktewertung | Punktewertung | Punktewertung |
| ------------- | ------------- | ------------- | ------------- | ------------- | ------------- | ------------- |
| Platz         | 1             | 2             | 3             | 4             | 5             | 6             |
| Punkte        | 8             | 6             | 4             | 3             | 2             | 1             |

- Die Zahl gewerteter Läufe wurde bei gerader Anzahl an ausgetragenen Rennen berechnet, indem man diese Anzahl halbierte und dann mit eins addierte. Bei sechs Rennen gingen also vier in die WM-Wertung ein.
- Wurde eine ungerade Zahl Rennen ausgetragen, wurde die Zahl der Läufe mit eins addiert und dann halbiert. Bei sieben Rennen gingen somit vier in die Wertung ein.

## 500-cm³-Klasse

### Rennergebnisse
|   | Datum  | Rennen                 | Strecke           | Platz 1       | Platz 2              | Platz 3          | Schn. Rennrunde      |
| - | ------ | ---------------------- | ----------------- | ------------- | -------------------- | ---------------- | -------------------- |
| 1 | 02.02. | GP der USA             | Daytona           | Mike Hailwood | Phil Read            | John Hartle      | Mike Hailwood        |
| 2 | 12.06. | 46. Isle of Man TT     | Mountain Course   | Mike Hailwood | Derek Minter         | Fred Stevens     | Mike Hailwood        |
| 3 | 27.06. | 34. Dutch TT           | Assen             | Mike Hailwood | Remo Venturi         | Paddy Driver     | Mike Hailwood        |
| 4 | 05.07. | 37. GP von Belgien     | Spa-Francorchamps | Mike Hailwood | Phil Read            | Paddy Driver     | Mike Hailwood        |
| 5 | 19.07. | 28. GP von Deutschland | Solitude          | Mike Hailwood | Jack Ahearn          | Phil Read        | Mike Hailwood        |
| 6 | 26.07. | 7. GP der DDR          | Sachsenring       | Mike Hailwood | Mike Duff            | Paddy Driver     | Mike Hailwood        |
| 7 | 08.08. | 36. Ulster GP          | Dundrod           | Phil Read     | Dick Creith          | Jack Ahearn      | Phil Read            |
| 8 | 30.08  | GP von Finnland        | Imatra            | Jack Ahearn   | Mike Duff            | Gyula Marsovszky | Mike Duff            |
| 9 | 13.09. | 42. GP der Nationen    | Monza             | Mike Hailwood | Benedicto Caldarella | Jack Ahearn      | Benedicto Caldarella |

### Fahrerwertung
| 1 | Mike Hailwood        | MV Agusta          | 40 (56) |
| 2 | Jack Ahearn          | Norton             | 25 (29) |
| 3 | Phil Read            | Matchless / Norton | 25      |
| 4 | Mike Duff            | Norton / Matchless | 18      |
| 5 | Paddy Driver         | Matchless          | 16      |
| 6 | Fred Stevens         | Matchless          | 8       |
| 7 | Gyula Marsovszky     | Matchless          | 7       |
| 8 | Derek Minter         | Norton             | 6       |
|   | Remo Venturi         | Bianchi            | 6       |
|   | Dick Creith          | Norton             | 6       |
|   | Benedicto Caldarella | Gilera             | 6       |

| 12 | Nikolaj Sevast'ânov | CKEB      | 6 |
| 13 | Derek Woodman       | Matchless | 4 |
| 14 | John Hartle         | Norton    | 4 |
|    | Jack Findlay        | Matchless | 4 |
|    | Robin Fitton        | Norton    | 3 |
| 17 | Griff Jenkins       | Norton    | 2 |
|    | Morrie Low (†)      | Norton    | 2 |
|    | Chris Conn          | Norton    | 2 |
| 20 | Buddy Parriott      | Norton    | 1 |
|    | Billy McCosh        | Matchless | 1 |
|    | Lewis Young         | Matchless | 1 |
|    | Walter Scheimann    | Norton    | 1 |

(Punkte in Klammern inklusive Streichresultate)

### Konstrukteurswertung
| 1 | MV Agusta | 40 (56) |
| 2 | Norton    | 32 (43) |
| 3 | Matchless | 28 (40) |
| 4 | Bianchi   | 6       |
|   | Gilera    | 6       |
| 6 | CKEB      | 6       |

(Punkte in Klammern inklusive Streichresultate)

## 350-cm³-Klasse

### Rennergebnisse
|   | Datum  | Rennen                 | Strecke         | Platz 1    | Platz 2       | Platz 3          | Schn. Rennrunde |
| - | ------ | ---------------------- | --------------- | ---------- | ------------- | ---------------- | --------------- |
| 1 | 12.06. | 46. Isle of Man TT     | Mountain Course | Jim Redman | Phil Read     | Mike Duff        | Jim Redman      |
| 2 | 27.06. | 34. Dutch TT           | Assen           | Jim Redman | Mike Hailwood | Remo Venturi     | Jim Redman      |
| 3 | 19.07. | 28. GP von Deutschland | Solitude        | Jim Redman | Bruce Beale   | Mike Duff        | Jim Redman      |
| 4 | 26.07. | 7. GP der DDR          | Sachsenring     | Jim Redman | Gustav Havel  | Mike Duff        | Jim Redman      |
| 5 | 08.08. | 36. Ulster GP          | Dundrod         | Jim Redman | Mike Duff     | Gustav Havel     | Jim Redman      |
| 6 | 30.08  | GP von Finnland        | Imatra          | Jim Redman | Bruce Beale   | Endel Kiisa      | Jim Redman      |
| 7 | 13.09. | 42. GP der Nationen    | Monza           | Jim Redman | Bruce Beale   | Stanislav Malina | Remo Venturi    |
| 8 | 01.11. | GP der Japan           | Suzuka          | Jim Redman | Mike Hailwood | Isamu Kasuya     | Jim Redman      |

### Fahrerwertung
| 1  | Jim Redman           | Honda          | 40 (64) |
| 2  | Bruce Beale          | Honda          | 24      |
| 3  | Mike Duff            | A.J.S.         | 20 (24) |
| 4  | Mike Hailwood        | MV Agusta / MZ | 12      |
| 5  | Gustav Havel         | Jawa           | 10      |
| 6  | Phil Read            | A.J.S.         | 6       |
| 7  | Paddy Driver         | A.J.S.         | 5       |
| 8  | Remo Venturi         | Bianchi        | 4       |
|    | Endel Kiisa          | CKEB           | 4       |
|    | Stanislav Malina (†) | ČZ             | 4       |
|    | Isamu Kasuya         | Honda          | 4       |
| 12 | Derek Minter         | Norton         | 4       |

| 13 | Gilberto Milani   | Aermacchi | 3 |
|    | Alan Shepherd     | MZ        | 3 |
|    | Renzo Pasolini    | Aermacchi | 3 |
|    | Isao Yamashita    | Honda     | 3 |
| 17 | Derek Woodman     | A.J.S.    | 3 |
|    | Vernon Cottle (†) | A.J.S.    | 3 |
| 19 | Chris Conn        | Norton    | 2 |
|    | Kuniomi Nagamatsu | Honda     | 2 |
| 21 | Fred Stevens      | A.J.S.    | 2 |
| 22 | Joe Dunphy        | Norton    | 1 |
|    | Jack Ahearn       | Norton    | 1 |

(Punkte in Klammern inklusive Streichresultate)

### Konstrukteurswertung
| 1 | Honda     | 40 (64) |
| 2 | A.J.S.    | 23 (27) |
| 3 | Jawa      | 10      |
| 4 | MZ        | 9       |
| 5 | Norton    | 7       |
| 6 | MV Agusta | 6       |
| 7 | Aermacchi | 6       |
| 8 | Bianchi   | 4       |
|   | CKEB      | 4       |
|   | ČZ        | 4       |

(Punkte in Klammern inklusive Streichresultate)

## 250-cm³-Klasse

### Rennergebnisse
|    | Datum  | Rennen                 | Strecke           | Platz 1           | Platz 2       | Platz 3          | Schn. Rennrunde   |
| -- | ------ | ---------------------- | ----------------- | ----------------- | ------------- | ---------------- | ----------------- |
| 1  | 02.02. | GP der USA             | Daytona           | Alan Shepherd     | Ron Grant     | Bo Gehring       | Alan Shepherd     |
| 2  | 10.05. | 14. GP von Spanien     | Montjuïc          | Tarquinio Provini | Jim Redman    | Phil Read        | Tarquinio Provini |
| 3  | 17.05. | GP von Frankreich      | Clermont Ferrand  | Phil Read         | Luigi Taveri  | Bert Schneider   | Phil Read         |
| 4  | 08.06. | 46. Isle of Man TT     | Mountain Course   | Jim Redman        | Alan Shepherd | Alberto Pagani   | Phil Read         |
| 5  | 27.06. | 34. Dutch TT           | Assen             | Jim Redman        | Phil Read     | Tommy Robb       | Jim Redman        |
| 6  | 05.07. | 37. GP von Belgien     | Spa-Francorchamps | Mike Duff         | Jim Redman    | Alan Shepherd    | Mike Duff         |
| 7  | 18.07. | 28. GP von Deutschland | Solitude          | Phil Read         | Jim Redman    | Mike Duff        | Phil Read         |
| 8  | 26.07. | 7. GP der DDR          | Sachsenring       | Phil Read         | Jim Redman    | Bruce Beale      | Mike Hailwood     |
| 9  | 08.08. | 36. Ulster GP          | Dundrod           | Phil Read         | Jim Redman    | Ralph Bryans     | Phil Read         |
| 10 | 13.09. | 42. GP der Nationen    | Monza             | Phil Read         | Mike Duff     | Jim Redman       | Mike Duff         |
| 11 | 01.11. | GP der Japan           | Suzuka            | Jim Redman        | Isamu Kasuya  | Hiroshi Hasegawa | Jim Redman        |

### Fahrerwertung
| 1  | Phil Read         | Yamaha  | 46 (50) |
| 2  | Jim Redman        | Honda   | 42 (58) |
| 3  | Alan Shepherd     | MZ      | 23      |
| 4  | Mike Duff         | Yamaha  | 20      |
| 5  | Tarquinio Provini | Benelli | 15      |
| 6  | Luigi Taveri      | Honda   | 11      |
| 7  | Isamu Kasuya      | Honda   | 10      |
| 8  | Bruce Beale       | Honda   | 9       |
| 9  | Tommy Robb        | Yamaha  | 7       |
| 10 | Ron Grant         | Parilla | 6       |
| 11 | Alberto Pagani    | Paton   | 6       |
| 12 | Giacomo Agostini  | Morini  | 6       |
| 13 | Bert Schneider    | Suzuki  | 5       |
| 14 | Bo Gehring        | Bultaco | 4       |
| 15 | Ralph Bryans      | Honda   | 4       |

|    | Hiroshi Hasegawa     | Yamaha    | 4 |
| 17 | Gilberto Milani      | Aermacchi | 4 |
| 18 | George Rockett       | Ducati    | 3 |
|    | Stanislav Malina (†) | ČZ        | 3 |
| 20 | Joe Dunphy           | Greeves   | 2 |
|    | Hugh Anderson        | Suzuki    | 2 |
|    | Ernst Weiss          | Honda     | 2 |
|    | Roy Boughey          | Yamaha    | 2 |
|    | Mike Hailwood        | MZ        | 2 |
| 25 | Douglas Brown        | Ducati    | 1 |
|    | Jorge Sirera         | Montesa   | 1 |
|    | Roger Mailles        | Morini    | 1 |
|    | Clive Hunt           | Aermacchi | 1 |
|    | Wolfgang Gast        | MZ        | 1 |

(Punkte in Klammern inklusive Streichresultate)

### Konstrukteurswertung
| 1  | Yamaha              | 48 (64) |
| 2  | Honda               | 42 (64) |
| 3  | MZ                  | 25 (26) |
| 4  | Benelli             | 15      |
| 5  | Suzuki              | 7       |
| 6  | Morini              | 7       |
| 7  | Parilla             | 6       |
| 8  | Paton               | 6       |
| 9  | Aermacchi           | 5       |
| 10 | Bultaco             | 4       |
| 11 | Ducati              | 3       |
| 12 | ČZ                  | 3       |
| 13 | Greeves Motorcycles | 2       |
| 14 | Montesa             | 1       |

(Punkte in Klammern inklusive Streichresultate)

## 125-cm³-Klasse

### Rennergebnisse
|    | Datum  | Rennen                 | Strecke          | Platz 1       | Platz 2        | Platz 3          | Schn. Rennrunde |
| -- | ------ | ---------------------- | ---------------- | ------------- | -------------- | ---------------- | --------------- |
| 1  | 02.02. | GP der USA             | Daytona          | Hugh Anderson | Mitsuo Itō     | Bert Schneider   | Hugh Anderson   |
| 2  | 10.05. | 14. GP von Spanien     | Montjuïc         | Luigi Taveri  | Jim Redman     | Rex Avery        | Luigi Taveri    |
| 3  | 17.05. | GP von Frankreich      | Clermont Ferrand | Luigi Taveri  | Bert Schneider | Frank Perris     | Luigi Taveri    |
| 4  | 10.06. | 46. Isle of Man TT     | Mountain Course  | Luigi Taveri  | Jim Redman     | Ralph Bryans     | Luigi Taveri    |
| 5  | 27.06. | 34. Dutch TT           | Assen            | Jim Redman    | Phil Read      | Ralph Bryans     | Jim Redman      |
| 6  | 19.07. | 28. GP von Deutschland | Solitude         | Jim Redman    | Luigi Taveri   | Walter Scheimann | Hugh Anderson   |
| 7  | 26.07. | 7. GP der DDR          | Sachsenring      | Hugh Anderson | Luigi Taveri   | Jim Redman       | Hugh Anderson   |
| 8  | 08.08. | 36. Ulster GP          | Dundrod          | Hugh Anderson | Luigi Taveri   | Ralph Bryans     | Hugh Anderson   |
| 9  | 30.08  | GP von Finnland        | Imatra           | Luigi Taveri  | Ralph Bryans   | Jim Redman       | Jim Redman      |
| 10 | 13.09. | 42. GP der Nationen    | Monza            | Luigi Taveri  | Hugh Anderson  | Ernst Degner     | Hugh Anderson   |
| 11 | 01.11. | GP der Japan           | Suzuka           | Ernst Degner  | Luigi Taveri   | Yoshimi Katayama | Hugh Anderson   |

### Fahrerwertung
| 1  | Luigi Taveri         | Honda   | 46 (64) |
| 2  | Jim Redman           | Honda   | 36 (37) |
| 3  | Hugh Anderson        | Suzuki  | 34      |
| 4  | Bert Schneider       | Suzuki  | 22 (24) |
| 5  | Ralph Bryans         | Honda   | 21      |
| 6  | Ernst Degner         | Suzuki  | 12      |
| 7  | Frank Perris         | Suzuki  | 10      |
| 8  | Mitsuo Itō           | Suzuki  | 6       |
|    | Phil Read            | Yamaha  | 6       |
| 10 | Walter Scheimann     | Honda   | 6       |
| 11 | Rex Avery            | EMC     | 4       |
|    | Yoshimi Katayama     | Suzuki  | 4       |
| 13 | Jean-Pierre Beltoise | Bultaco | 4       |
| 14 | Isao Morishita       | Suzuki  | 3       |
|    | Kunimitsu Takahashi  | Honda   | 3       |

|    | Stanislav Malina (†) | ČZ      | 3 |
|    | Heinz Rosner         | MZ      | 3 |
|    | Teisuke Tanaka       | Suzuki  | 3 |
| 19 | Richard Thomas       | Honda   | 2 |
|    | Friedhelm Kohlar     | MZ      | 2 |
|    | Klaus Enderlein      | MZ      | 2 |
|    | Hironori Matsushima  | Yamaha  | 2 |
| 23 | Bruce Beale          | Honda   | 2 |
| 24 | Gary Dickinson       | Honda   | 1 |
|    | Chris Vincent        | Honda   | 1 |
|    | Roland Föll (†)      | Honda   | 1 |
|    | Peter Eser           | Honda   | 1 |
|    | Ramón Torras         | Bultaco | 1 |
|    | Dieter Krumpholz     | MZ      | 1 |
|    | Akiyasu Motohashi    | Yamaha  | 1 |

(Punkte in Klammern inklusive Streichresultate)

### Konstrukteurswertung
| 1 | Honda   | 48 (75) |
| 2 | Suzuki  | 44 (56) |
| 3 | Yamaha  | 8       |
| 4 | MZ      | 5       |
| 5 | Bultaco | 5       |
| 6 | EMC     | 4       |
| 7 | ČZ      | 3       |

(Punkte in Klammern inklusive Streichresultate)

## 50-cm³-Klasse

### Rennergebnisse
|   | Datum  | Rennen                 | Strecke           | Platz 1              | Platz 2              | Platz 3              | Schn. Rennrunde      |
| - | ------ | ---------------------- | ----------------- | -------------------- | -------------------- | -------------------- | -------------------- |
| 1 | 02.02. | GP der USA             | Daytona           | Hugh Anderson        | Isao Morishita       | Mitsuo Itō           | Hugh Anderson        |
| 2 | 10.05. | 14. GP von Spanien     | Montjuïc          | Hans Georg Anscheidt | Hugh Anderson        | Mitsuo Itō           | Hans Georg Anscheidt |
| 3 | 17.05. | GP von Frankreich      | Clermont Ferrand  | Hugh Anderson        | Hans Georg Anscheidt | Jean-Pierre Beltoise | Hugh Anderson        |
| 4 | 10.06. | 46. Isle of Man TT     | Mountain Course   | Hugh Anderson        | Ralph Bryans         | Isao Morishita       | Hugh Anderson        |
| 5 | 27.06. | 34. Dutch TT           | Assen             | Ralph Bryans         | Isao Morishita       | Mitsuo Itō           | Ralph Bryans         |
| 6 | 05.07. | 37. GP von Belgien     | Spa-Francorchamps | Ralph Bryans         | Hans Georg Anscheidt | Hugh Anderson        | Ralph Bryans         |
| 7 | 19.07. | 28. GP von Deutschland | Solitude          | Ralph Bryans         | Isao Morishita       | Mitsuo Itō           | Ralph Bryans         |
| 8 | 30.08  | GP von Finnland        | Imatra            | Hugh Anderson        | Hans Georg Anscheidt | Luigi Taveri         | Hugh Anderson        |

### Fahrerwertung
| 1 | Hugh Anderson        | Suzuki   | 38 (42) |
| 2 | Ralph Bryans         | Honda    | 30      |
| 3 | Hans Georg Anscheidt | Kreidler | 29 (38) |
| 4 | Isao Morishita       | Suzuki   | 25 (32) |
| 5 | Mitsuo Itō           | Suzuki   | 19 (21) |
| 6 | Jean-Pierre Beltoise | Kreidler | 6       |
| 7 | Luigi Taveri         | Kreidler | 5       |
| 8 | José Maria Busquets  | Derbi    | 3       |
| 9 | Rudolf Kunz          | Kreidler | 3       |

| 10 | Ángel Nieto       | Derbi    | 2 |
|    | Cees van Dongen   | Kreidler | 2 |
|    | Peter Eser        | Honda    | 2 |
| 13 | Lee Allen         | Ducati   | 1 |
|    | Tarquinio Provini | Kreidler | 1 |
|    | Naomi Taniguchi   | Honda    | 1 |
|    | Albert Beirle     | Kreidler | 1 |
|    | Charlie Mates     | Honda    | 1 |

(Punkte in Klammern inklusive Streichresultate)

### Konstrukteurswertung
| 1 | Suzuki   | 38 (54) |
| 2 | Honda    | 31      |
| 3 | Kreidler | 29 (38) |
| 4 | Derbi    | 5       |
| 5 | Ducati   | 1       |

(Punkte in Klammern inklusive Streichresultate)

## Gespanne (500 cm³)

### Rennergebnisse
|   | Datum  | Rennen                 | Strecke           | Platz 1                           | Platz 2                           | Platz 3                           | Schn. Rennrunde                                                |
| - | ------ | ---------------------- | ----------------- | --------------------------------- | --------------------------------- | --------------------------------- | -------------------------------------------------------------- |
| 1 | 10.05. | 14. GP von Spanien     | Montjuïc          | Florian Camathias / Roland Föll   | Otto Kölle / Dieter Hess          | Georg Auerbacher / Beno Heim      | Otto Kölle / Dieter Hess                                       |
| 2 | 17.05. | GP von Frankreich      | Clermont Ferrand  | Fritz Scheidegger / John Robinson | Max Deubel / Emil Hörner          | Georg Auerbacher / Beno Heim      | Fritz Scheidegger / John Robinson                              |
| 3 | 08.06. | 46. Isle of Man TT     | Mountain Course   | Max Deubel / Emil Hörner          | Colin Seeley / Wally Rawlings     | Georg Auerbacher / Beno Heim      | Max Deubel / Emil Hörner                                       |
| 4 | 27.06. | 34. Dutch TT           | Assen             | Colin Seeley / Wally Rawlings     | Chris Vincent / Eddie Bulgin      | Fritz Scheidegger / John Robinson | Colin Seeley / Wally Rawlings und Chris Vincent / Eddie Bulgin |
| 5 | 05.07. | 37. GP von Belgien     | Spa-Francorchamps | Max Deubel / Emil Hörner          | Fritz Scheidegger / John Robinson | Georg Auerbacher / Beno Heim      | Florian Camathias / Alfred Herzig                              |
| 6 | 19.07. | 28. GP von Deutschland | Solitude          | Fritz Scheidegger / John Robinson | Max Deubel / Emil Hörner          | Georg Auerbacher / Beno Heim      | Max Deubel / Emil Hörner                                       |

### Fahrerwertung
| 1  | Max Deubel        | Emil Hörner bzw. Barry Dungsworth              | BMW     | 28 (34) |
| 2  | Fritz Scheidegger | John Robinson                                  | BMW     | 26      |
| 3  | Colin Seeley      | Wally Rawlings                                 | FCS     | 17      |
| 4  | Georg Auerbacher  | Beno Heim                                      | BMW     | 16 (21) |
| 5  | Otto Kölle        | Dieter Hess bzw. Heinz Marquardt               | BMW     | 10      |
| 6  | Arsenius Butscher | Wolfgang Kalauch                               | BMW     | 9       |
| 7  | Florian Camathias | Roland Föll (†) bzw. Alfred Herzig             | Gilera  | 8       |
| 8  | Chris Vincent     | Keith Scott bzw. Eddie Bulgin bzw. Lewis Young | BMW     | 8       |
| 9  | Pip Harris        | Ray Campbell                                   | BMW     | 3       |
| 10 | Terry Vinicombe   | Gary Golder                                    | Triumph | 2       |
|    | August Wolf       | Werner Zielaff                                 | BMW     | 2       |
| 12 | Ludwig Hahn       | Heinz Schäfer bzw. Ralf Engelhardt             | BMW     | 1       |
|    | Joseph Duhem      | François Fernandez                             | BMW     | 1       |
|    | Tony Jackson      | Peter Hartill                                  | BMW     | 1       |
|    | Gert Selbmann     | Rolf Müller                                    | BMW     | 1       |

(Punkte in Klammern inklusive Streichresultate)

### Konstrukteurswertung
| 1 | BMW     | 32 (46) |
| 2 | FCS     | 17      |
| 3 | Gilera  | 8       |
| 4 | Triumph | 2       |

(Punkte in Klammern inklusive Streichresultate)